# Franciszek Szymczyk
Franciszek Ksawery Szymczyk (né le 21 février 1892 à Lemberg en Autriche-Hongrie - mort le 5 novembre 1976 à Varsovie en Pologne) est un coureur cycliste sur piste polonais des années 1920.

## Palmarès
- 1921
  -  Champion de Pologne de vitesse
- 1922
  -  Champion de Pologne de vitesse
- 1924
  -  Médaillé d'argent en poursuite par équipes aux Jeux olympiques de Paris
  - 2e du championnat de Pologne de vitesse
- 1925
  - 3e du championnat de Pologne de vitesse
- 1926
  - 2e du championnat de Pologne de vitesse
- 1930
  - 2e du championnat de Pologne de poursuite par équipes
- 1931
  -  Champion de Pologne de poursuite par équipes